# Campeonato Mundial de Atletismo de 2011 - Decatlo masculino
A prova do decatlo do Campeonato Mundial de Atletismo de 2011 foi disputada entre 27 e 28 de agosto no Daegu Stadium, em Daegu. 

## Recordes
Antes desta competição, os recordes mundiais e do campeonato nesta prova eram os seguintes:
| Tipo                  | Atleta       | Pontuação | Local    | Data                |
| --------------------- | ------------ | --------- | -------- | ------------------- |
|                       | Roman Šebrle | 9026      | Götzis   | 27 de maio de 2001  |
| Recorde do campeonato | Tomáš Dvořák | 8902      | Edmonton | 7 de agosto de 2001 |

## Medalhistas
| Ouro              | Prata              | Bronze              |
| Trey Hardee (USA) | Ashton Eaton (USA) | Leonel Suárez (CUB) |

## Cronograma
| Data         | Hora  | Evento                   |
| ------------ | ----- | ------------------------ |
| 27 de agosto | 10:00 | 100 metros               |
| 27 de agosto | 11:00 | Salto em distância       |
| 27 de agosto | 12:50 | Arremesso de peso        |
| 27 de agosto | 20:00 | Salto em altura          |
| 27 de agosto | 22:40 | 400 metros               |
| 28 de agosto | 09:05 | 110 metros com barreiras |
| 28 de agosto | 10:00 | Lançamento do disco      |
| 28 de agosto | 13:00 | Salto com vara           |
| 28 de agosto | 16:30 | Lançamento de dardo      |
| 28 de agosto | 20:15 | 1500 metros              |

Todos os horários são horas locais (UTC +9)

## Resultados
| Colocação | Bateria | Atleta                 | Nacionalidade  | Tempo   | Pontos | Notas |
| --------- | ------- | ---------------------- | -------------- | ------- | ------ | ----- |
| 1         | 1       | Ashton Eaton           | Estados Unidos | 10 s 46 | 985    |       |
| 2         | 1       | Trey Hardee            | Estados Unidos | 10 s 55 | 963    |       |
| 3         | 1       | Damian Warner          | Canadá         | 10 s 56 | 961    |       |
| 4         | 1       | Luiz Alberto de Araújo | Brasil         | 10 s 71 | 926    | SB    |
| 5         | 1       | Oleksiy Kasyanov       | Ucrânia        | 10 s 75 | 917    | SB    |
| 6         | 2       | Eelco Sintnicolaas     | Países Baixos  | 10 s 76 | 915    | SB    |
| 7         | 1       | Mihail Dudaš           | Sérvia         | 10 s 81 | 903    |       |
| 8         | 1       | Ingmar Vos             | Países Baixos  | 10 s 82 | 901    | SB    |

| Colocação | Gropo | Atleta                  | Nacionalidade  | Resultados | Pontos | Notas |
| --------- | ----- | ----------------------- | -------------- | ---------- | ------ | ----- |
| 1         | A     | Thomas van der Plaetsen | Bélgica        | 7,79 m     | 1007   | PB    |
| 2         | A     | Oleksiy Kasyanov        | Ucrânia        | 7,59 m     | 957    | SB    |
| 3         | A     | Ashton Eaton            | Estados Unidos | 7,46 m     | 925    |       |
| 4         | A     | Aleksey Drozdov         | Rússia         | 7,45 m     | 922    | SB    |
| 5         | A     | Trey Hardee             | Estados Unidos | 7,45 m     | 922    |       |
| 6         | B     | Larbi Bouraada          | Argélia        | 7,42 m     | 915    | SB    |
| 7         | A     | Mihail Dudaš            | Sérvia         | 7,41 m     | 913    |       |
| 8         | A     | Ingmar Vos              | Países Baixos  | 7,41 m     | 913    |       |

| Colocação | Grupo | Atleta             | Nacionalidade  | Resultados | Pontos | Notas |
| --------- | ----- | ------------------ | -------------- | ---------- | ------ | ----- |
| 1         | A     | Ryan Harlan        | Estados Unidos | 16,49 m    | 882    |       |
| 2         | A     | Aleksey Drozdov    | Rússia         | 16,17 m    | 862    |       |
| 3         | A     | Jan Felix Knobel   | Alemanha       | 16,06 m    | 855    | PB    |
| 4         | A     | Pascal Behrenbruch | Alemanha       | 16,01 m    | 852    |       |
| 5         | A     | Dmitriy Karpov     | Cazaquistão    | 15,69 m    | 832    |       |
| 6         | A     | Hadi Sepehrzad     | Irão           | 15,65 m    | 830    |       |
| 7         | A     | Roman Šebrle       | Chéquia        | 15,20 m    | 802    |       |
| 8         | A     | Maurice Smith      | Jamaica        | 15,15 m    | 799    |       |

| Colocação | Grupo | Atleta                  | Nacionalidade  | Resultados | Pontos | Notas |
| --------- | ----- | ----------------------- | -------------- | ---------- | ------ | ----- |
| 1         | A     | Thomas van der Plaetsen | Bélgica        | 2,17 m     | 963    | PB    |
| 2         | A     | Aleksey Drozdov         | Rússia         | 2,14 m     | 934    | SB    |
| 3         | A     | Leonel Suárez           | Cuba           | 2,05 m     | 850    |       |
| 4         | A     | Roman Šebrle            | Chéquia        | 2,05 m     | 850    |       |
| 5         | A     | Ryan Harlan             | Estados Unidos | 2,02 m     | 822    |       |
| 6         | A     | Yordani García          | Cuba           | 2,02 m     | 822    |       |
| 7         | A     | Mikk Pahapill           | Estónia        | 2,02 m     | 822    |       |
| 7         | A     | Willem Coertzen         | África do Sul  | 2,02 m     | 822    |       |
| 7         | A     | Mihail Dudaš            | Sérvia         | 2,02 m     | 822    | SB    |
| 7         | A     | Ashton Eaton            | Estados Unidos | 2,02 m     | 822    |       |

| Colocação | Bateria | Atleta                 | Nacionalidade  | Tempo   | Pontos | Notas |
| --------- | ------- | ---------------------- | -------------- | ------- | ------ | ----- |
| 1         | 1       | Ashton Eaton           | Estados Unidos | 46 s 99 | 959    |       |
| 2         | 1       | Larbi Bouraada         | Argélia        | 47 s 34 | 941    | SB    |
| 3         | 1       | Mihail Dudaš           | Sérvia         | 47 s 73 | 922    |       |
| 4         | 2       | Eelco Sintnicolaas     | Países Baixos  | 48 s 35 | 892    | SB    |
| 5         | 1       | Trey Hardee            | Estados Unidos | 48 s 37 | 891    |       |
| 6         | 1       | Oleksiy Kasyanov       | Ucrânia        | 48 s 46 | 887    |       |
| 7         | 2       | Luiz Alberto de Araújo | Brasil         | 48 s 48 | 886    | PB    |
| 8         | 2       | Leonel Suárez          | Cuba           | 49 s 17 | 853    |       |

| Colocação | Bateria | Atleta                 | Nacionalidade  | Tempo   | Pontos | Notas |
| --------- | ------- | ---------------------- | -------------- | ------- | ------ | ----- |
| 1         | 1       | Ashton Eaton           | Estados Unidos | 13 s 85 | 994    |       |
| 2         | 1       | Trey Hardee            | Estados Unidos | 13 s 97 | 978    |       |
| 3         | 1       | Andres Raja            | Estónia        | 14 s 04 | 969    |       |
| 4         | 1       | Damian Warner          | Canadá         | 14 s 19 | 950    |       |
| 5         | 2       | Luiz Alberto de Araújo | Brasil         | 14 s 25 | 942    | SB    |
| 6         | 2       | Leonel Suárez          | Cuba           | 14 s 29 | 937    | SB    |
| 7         | 3       | Pascal Behrenbruch     | Alemanha       | 14 s 33 | 932    | SB    |
| 8         | 2       | Romain Barras          | França         | 14 s 37 | 927    |       |

| Colocação | Grupo | Atleta             | Nacionalidade  | Resultados | Pontos | Notas |
| --------- | ----- | ------------------ | -------------- | ---------- | ------ | ----- |
| 1         | A     | Aleksey Drozdov    | Rússia         | 50,29 m    | 876    |       |
| 2         | A     | Hadi Sepehrzad     | Irão           | 50,06 m    | 872    |       |
| 3         | A     | Trey Hardee        | Estados Unidos | 49,89 m    | 868    | SB    |
| 4         | A     | Pascal Behrenbruch | Alemanha       | 48,56 m    | 840    | SB    |
| 5         | A     | Jan Felix Knobel   | Alemanha       | 47,93 m    | 827    | PB    |
| 6         | A     | Mikk Pahapill      | Estónia        | 47,16 m    | 811    |       |
| 7         | A     | Dmitriy Karpov     | Cazaquistão    | 47,10 m    | 810    |       |
| 8         | A     | Roman Šebrle       | Chéquia        | 46,93 m    | 807    |       |

| Colocação | Grupo | Atleta                  | Nacionalidade | Resultado | Pontos | Notas |
| --------- | ----- | ----------------------- | ------------- | --------- | ------ | ----- |
| 1         | A     | Eelco Sintnicolaas      | Países Baixos | 5,20 m    | 972    |       |
| 2         | A     | Thomas van der Plaetsen | Bélgica       | 5,10 m    | 941    |       |
| 3         | A     | Aleksey Drozdov         | Rússia        | 5,00 m    | 910    |       |
| 4         | A     | Leonel Suárez           | Cuba          | 5,00 m    | 910    | PB    |
| 5         | B     | Romain Barras           | França        | 5,00 m    | 910    | SB    |
| 6         | B     | Kim Kun-woo             | Coreia do Sul | 4,90 m    | 880    | PB    |
| 7         | B     | Mihail Dudaš            | Sérvia        | 4,90 m    | 880    | PB    |
| 8         | B     | Pascal Behrenbruch      | Alemanha      | 4,90 m    | 880    | PB    |

| Colocação | Grupo | Atleta             | Nacionalidade  | Resultados | Pontos | Notas |
| --------- | ----- | ------------------ | -------------- | ---------- | ------ | ----- |
| 1         | A     | Leonel Suárez      | Cuba           | 69,12 m    | 876    |       |
| 2         | A     | Trey Hardee        | Estados Unidos | 68,99 m    | 874    | PB    |
| 3         | A     | Jan Felix Knobel   | Alemanha       | 68,42 m    | 865    |       |
| 4         | A     | Keisuke Ushiro     | Japão          | 67,73 m    | 855    |       |
| 5         | B     | Roman Šebrle       | Chéquia        | 67,28 m    | 848    |       |
| 6         | B     | Pascal Behrenbruch | Alemanha       | 66,50 m    | 836    |       |
| 7         | A     | Mikk Pahapill      | Estónia        | 66,40 m    | 835    |       |
| 8         | A     | Aleksey Drozdov    | Rússia         | 64,80 m    | 810    | SB    |

| Colocação | Bateria | Atleta             | Nacionalidade  | Tempo         | Pontos | Notas |
| --------- | ------- | ------------------ | -------------- | ------------- | ------ | ----- |
| 1         | 1       | Larbi Bouraada     | Argélia        | 4 min 14 s 97 | 846    | SB    |
| 2         | 1       | Kim Kun-woo        | Coreia do Sul  | 4 min 15 s 63 | 842    | SB    |
| 3         | 2       | Ashton Eaton       | Estados Unidos | 4 min 18 s 94 | 819    | PB    |
| 4         | 2       | Leonel Suárez      | Cuba           | 4 min 24 s 16 | 783    | SB    |
| 5         | 2       | Eelco Sintnicolaas | Países Baixos  | 4 min 25 s 40 | 775    |       |
| 6         | 2       | Mihail Dudaš       | Sérvia         | 4 min 26 s 06 | 771    | SB    |
| 7         | 1       | Romain Barras      | França         | 4 min 29 s 19 | 750    |       |
| 8         | 1       | Oleksiy Kasyanov   | Ucrânia        | 4 min 29 s 35 | 749    |       |

## Resultado final
| Colocação         | Atleta                  | Nacionalidade  | Pontos | Notas |
| ----------------- | ----------------------- | -------------- | ------ | ----- |
| Medalha de ouro   | Trey Hardee             | Estados Unidos | 8 607  |       |
| Medalha de prata  | Ashton Eaton            | Estados Unidos | 8 505  |       |
| Medalha de bronze | Leonel Suárez           | Cuba           | 8 501  | SB    |
| 4                 | Aleksey Drozdov         | Rússia         | 8 313  |       |
| 5                 | Eelco Sintnicolaas      | Países Baixos  | 8 298  |       |
| 6                 | Mihail Dudaš            | Sérvia         | 8 256  | NR    |
| 7                 | Pascal Behrenbruch      | Alemanha       | 8 211  |       |
| 8                 | Jan Felix Knobel        | Alemanha       | 8 200  |       |
| 9                 | Mikk Pahapill           | Estónia        | 8 164  |       |
| 10                | Larbi Bouraada          | Argélia        | 8 158  |       |
| 11                | Romain Barras           | França         | 8 134  | SB    |
| 12                | Oleksiy Kasyanov        | Ucrânia        | 8 132  |       |
| 13                | Roman Šebrle            | Chéquia        | 8 069  |       |
| 13                | Thomas van der Plaetsen | Bélgica        | 8 069  |       |
| 15                | Andres Raja             | Estónia        | 7 982  |       |
| 16                | Luiz Alberto de Araújo  | Brasil         | 7 902  |       |
| 17                | Kim Kun-woo             | Coreia do Sul  | 7 860  | NR    |
| 18                | Damian Warner           | Canadá         | 7 832  |       |
| 19                | Brent Newdick           | Nova Zelândia  | 7 761  |       |
| 20                | Keisuke Ushiro          | Japão          | 7 639  |       |
| 21                | Dmitriy Karpov          | Cazaquistão    | 7 550  |       |
| 22                | Ryan Harlan             | Estados Unidos | 6 761  |       |
| -                 | Maurice Smith           | Jamaica        | DNF    |       |
| -                 | Jamie Adjetey-Nelson    | Canadá         | DNF    |       |
| -                 | Darius Draudvila        | Lituânia       | DNF    |       |
| -                 | Ingmar Vos              | Países Baixos  | DNF    |       |
| -                 | Yordani García          | Cuba           | DNF    |       |
| -                 | Hadi Sepehrzad          | Irão           | DNF    |       |
| -                 | Rico Freimuth           | Alemanha       | DNF    |       |
| -                 | Willem Coertzen         | África do Sul  | DNF    |       |

Legenda
| Recorde mundial       | Recorde mundial (World record)               |                       | Recorde africano                      | Recorde africano (African) |                                           | Q | Classificado por posição (Qualified) |
| Recorde do campeonato | Recorde do campeonato (Championship record)  | Recorde da América    | Recorde da América (Americas)         | q                          | Classificado por melhor tempo (Qualified) |   |                                      |
| Melhor marca do ano   | Melhor marca do ano (World leading)          | Recorde asiático      | Recorde asiático (Asian)              | DNS                        | Não largou (Did not start)                |   |                                      |
| Recorde nacional      | Recorde nacional (National record)           | Recorde europeu       | Recorde europeu (European)            | DNF                        | Não terminou (Did not finish)             |   |                                      |
| Recorde pessoal       | Recorde pessoal do atleta (Personal best)    | Recorde da Oceania    | Recorde da Oceania (Oceania)          | DSQ / DQ                   | Desclassificado (Disqualified)            |   |                                      |
| Recorde da temporada  | Recorde da temporada do atleta (Season best) | Recorde sul-americano | Recorde sul-americano (South America) | NM                         | Sem marca (No mark)                       |   |                                      |